# École polytechnique de l'université d'Angers
L'École polytechnique universitaire de l’université d’Angers ou Polytech Angers (ex-ISTIA), rattachée à l’université d'Angers, est l'une des 204 écoles d'ingénieurs françaises accréditées au 1er septembre 2020 à délivrer un diplôme d'ingénieur.
Elle appartient au réseau des écoles polytechniques universitaires d'ingénieurs, dit réseau Polytech.
Créée en 1991, elle est située à Angers sur deux sites. Elle délivre le diplôme d'ingénieur (Bac + 5) organisé en un cycle préparatoire intégré (deux ans) et quatre spécialités (trois ans) dans les industries, les services, le bâtiment et la santé.

## Historique

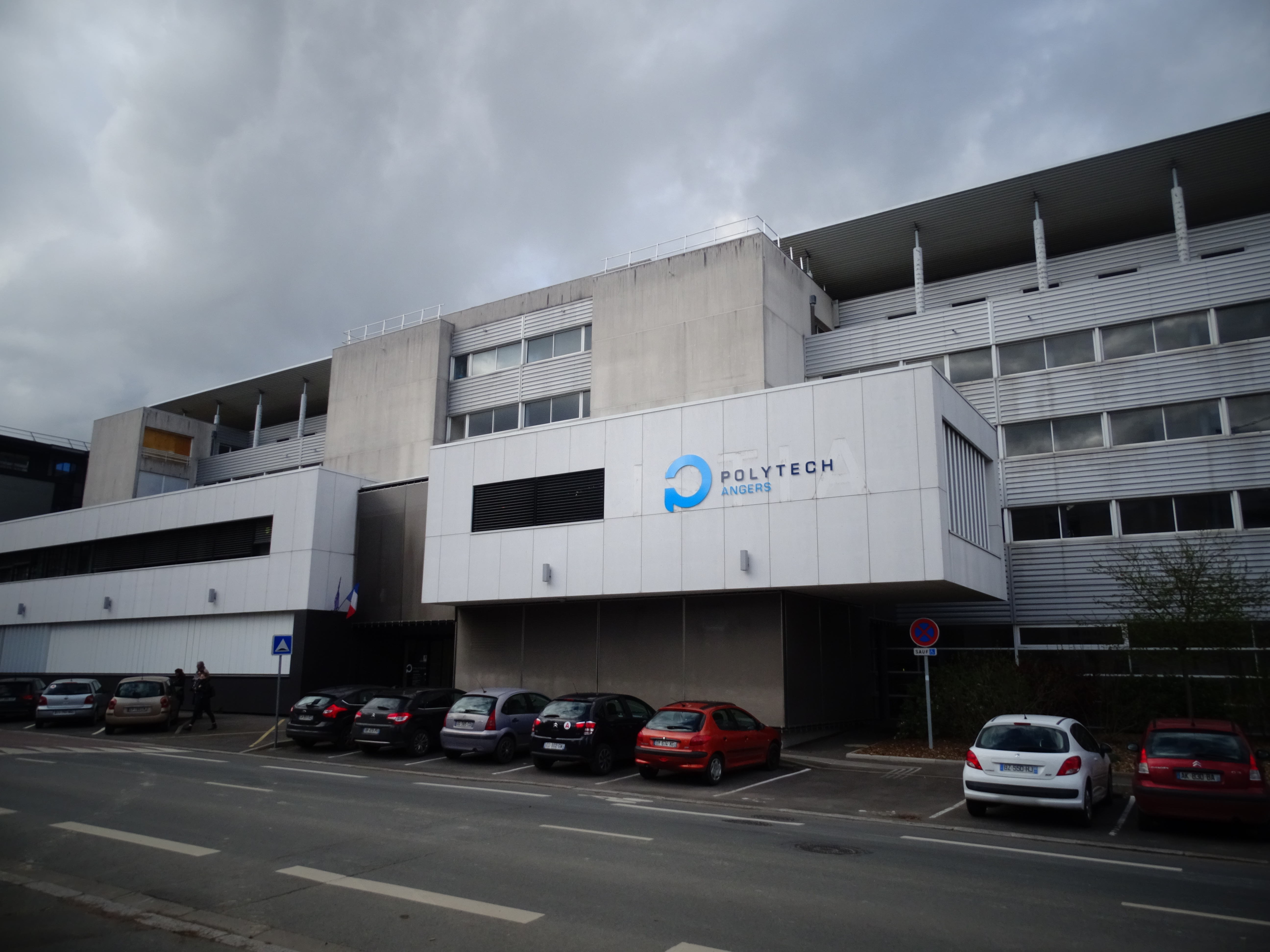
Bâtiment de Polytech Angers Belle-Beille.

Initialement créé en tant qu'Institut des sciences et techniques de l'ingénieur en 1991, l'institut est, depuis 2006, l'Institut des sciences et techniques de l'ingénieur d'Angers, au sein de l’université d'Angers.
En 2015, l’institut a enrichi son offre de formation en intégrant deux nouvelles spécialités d’ingénieurs issues du savoir-faire de deux instituts professionnalisant de l’université d’Angers : l’ISSBA (Institut supérieur de la santé et des bioproduits d’Angers) dans le domaine du génie biologique et santé, et l’IMIS (Institut de maintenance immobilière et sécurité) dans le domaine de la maintenance immobilière et sécurité.
Il est associé au Réseau Polytech, depuis 2017, et membre de la Conférence des grandes écoles, depuis 2018.
En 2019, l'ISTIA devient Polytech Angers.

## Offre de formation
Comme toutes les écoles d'ingénieurs à cycle préparatoire intégré, l'offre de formation est composée de deux cycles :
1. Le PeiP, parcours des écoles d'ingénieurs Polytech, de deux ans ;
2. Le cycle ingénieur de trois ans[8],[9].

### Le cycle préparatoire intégré - PeiP
L'institut propose trois formations :
- le PeiP, parcours des écoles d'ingénieurs Polytech, « biologie » qui permet d'intégrer la spécialité « génie biologique et santé » ;
- le PeiP, parcours des écoles d'ingénieurs Polytech, « math-physique-Si » (Si pour « systèmes industriels ») qui permet d'intégrer les trois autres spécialités ;
- le PeiP, parcours des écoles d'ingénieurs Polytech, spécifique pour les diplômés du baccalauréat sciences et technologies de l'industrie et du développement durable (|STi2D) en partenariat avec le département GEII de l'IUT d'Angers (douze places).

### Le cycle ingénieur
L'institut propose quatre spécialités au sein du cycle ingénieur :
1. Bâtiments Durables (campus Belle-Beille) ; cette spécialité forme des ingénieurs dont les objectifs sont d'intégrer, à l'échelle d'un bâtiment, les aspects techniques de la maintenance immobilière et de la sécurité pour développer les solutions de pérennisation et de protection des biens et des activités ;
2. Génie biologique et santé (campus Santé) ; cette spécialité forme des ingénieurs pour les divers secteurs de santé : structures sanitaires et médico-sociales, organismes publics, industries du médicament, cosmétiques, biotechnologies, agro-alimentaires, etc. ;
3. Qualité, innovation, fiabilité (campus Belle-Beille) ; cette spécialité forme des ingénieurs capables de maîtriser[Information douteuse] la performance globale de l'entreprise sur les axes produit, processus et organisation ;
4. Systèmes automatisés et génie informatique (campus Belle-Beille) ; cette spécialité forme des ingénieurs capables d'intégrer l'informatique dans des processus automatisés (supervision, communication réseau, etc.) et dans des solutions électroniques (informatique embarquée, objets connectés, capteurs intelligents, etc.), de développer des logiciels ainsi que de concevoir, et évaluer des applications de réalité virtuelle et des interfaces entre l'homme, la machine et son environnement.

## Ouverture internationale
L'institut propose également plusieurs doubles-diplômes à l'international (master of sciences), notamment avec le Royaume-Uni, le Chili, le Brésil, et l'Espagne.

## Personnalités rattachées à l'école
Christophe Piochon, Président de Bugatti